# 19190 Morihiroshi
19190 Morihiroshi este un asteroid din centura principală de asteroizi.

## Descriere
19190 Morihiroshi este un asteroid din centura principală de asteroizi. A fost descoperit pe 10 ianuarie 1992 la Okutama de Tsutomu Hioki și Shuji Hayakawa. Asteroidul prezintă o orbită caracterizată de o semiaxă mare de 2,73 ua, o excentricitate de 0,09 și o înclinație de 6,5° în raport cu ecliptica.